# Rangeerder

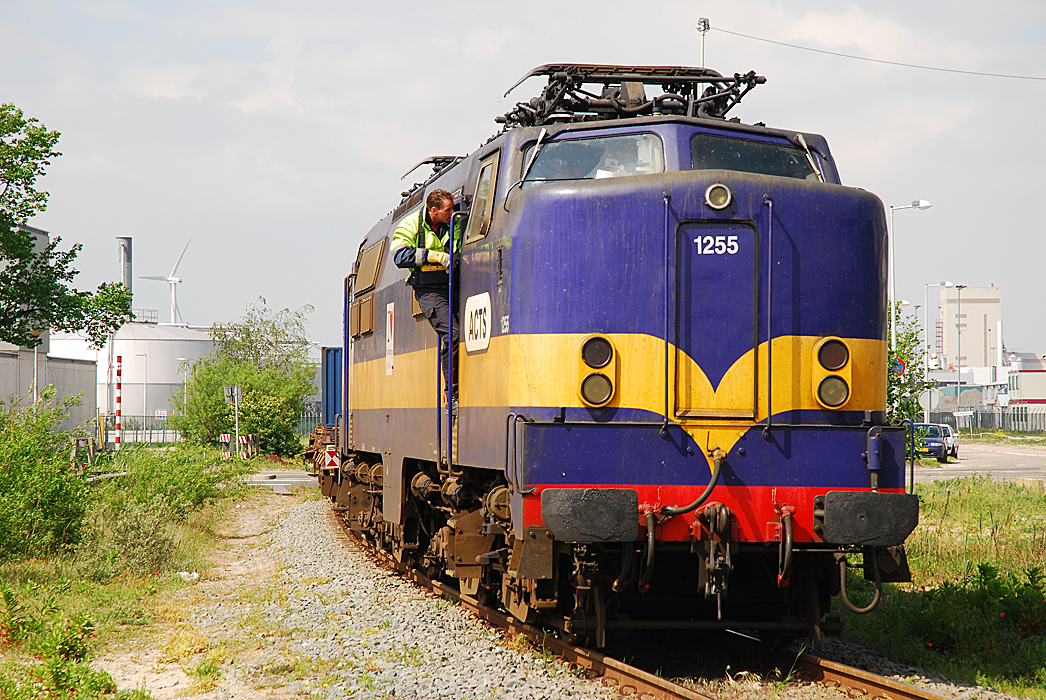
Een rangeerder van een ACTS-goederentrein in Amsterdam

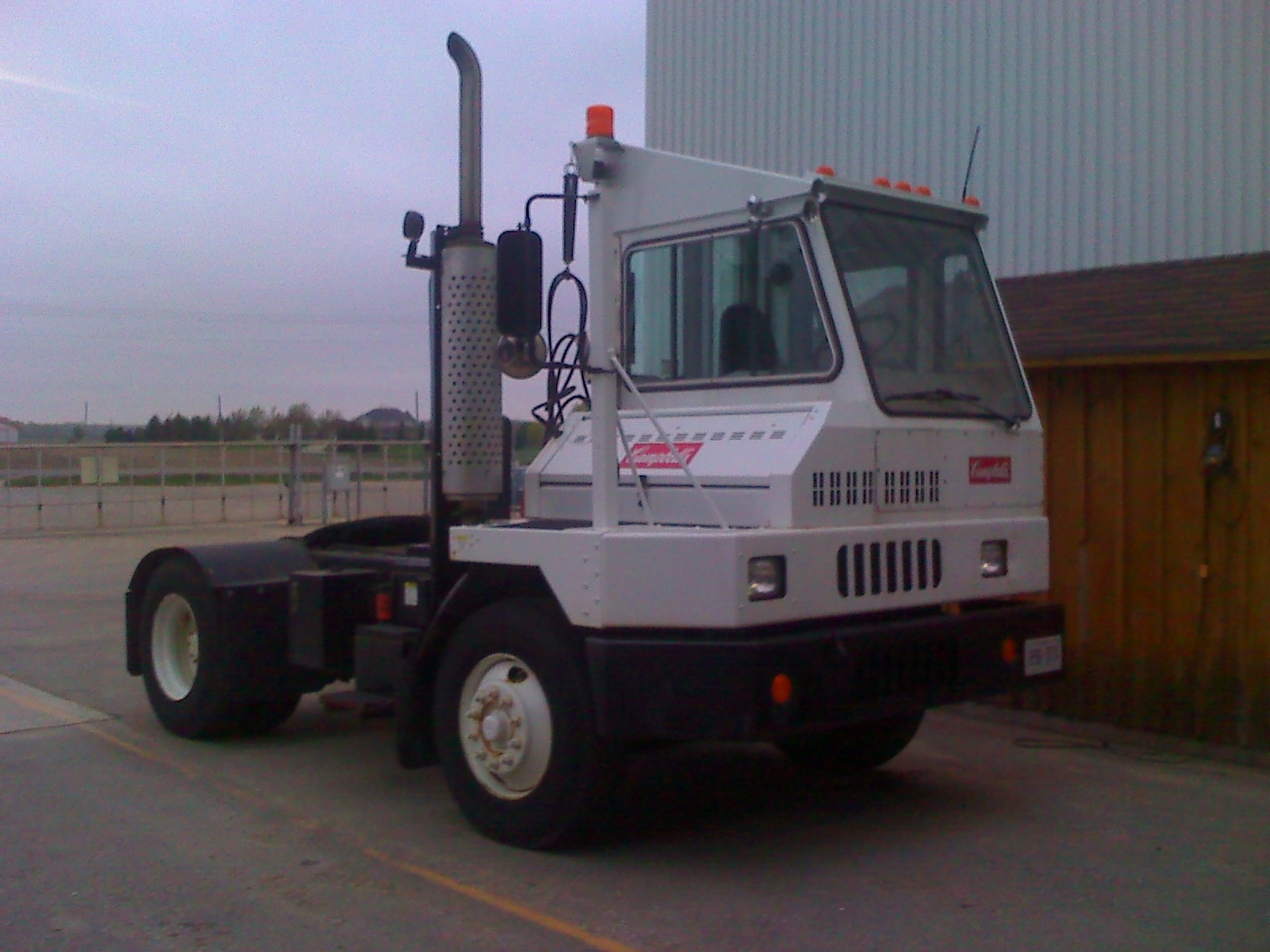
Terminaltrekker: een aangepast voertuig voor het verplaatsen van opleggers

Rangeerder is de benaming voor een medewerker van een transportbedrijf die als taak heeft voertuigen te verplaatsen over korte afstanden.

## Spoorwegen
Bij de spoorwegen is een rangeerder een medewerker die verantwoordelijk is voor het leiden van het rangeerproces, het veilig begeleiden van treinen en rangeerdelen, koppelen, ontkoppelen en controle van materieel.
Begeleiden doet een rangeerder waar een machinist de te berijden weg en seinen niet kan overzien, bijvoorbeeld bij een geduwde beweging. Ook kan begeleiding nodig zijn indien de machinist geen wegbekendheid heeft of er overwegen bewaakt moeten worden.
Een rangeerder in het goederenvervoer per spoor is vaak ook wagenmeester en soms radiolocbestuurder.

## Wegtransport
Bij het wegtransport is een rangeerder een chauffeur die op en rond het bedrijfsterrein voertuigen verplaatst zodat de goederen in de juiste "vrachtwagens" geladen worden. Rangeerders in het wegtransport gebruiken meestal specifiek aangepaste vrachtwagens om het niet aangedreven materieel zoals opleggers, wissellaadbakken en aanhangwagens snel en efficiënt te kunnen verplaatsen.